# Kefteji
Le kefteji ou kaftagi (arabe : كفتاجي) est un plat populaire en Tunisie. Son appellation vient du turc köfteci, signifiant « vendeur de kofta ».

## Préparation
Il s'agit d'un mélange de pommes de terre, de tomates, de piments verts, d'œufs, de citrouille et éventuellement de courgettes, le tout coupé grossièrement, frit puis mélangé et redécoupé en petits dés. Le mélange est ensuite salé, assaisonné avec de l'harissa et servi avec du persil et de l'oignon finement hachés,.
Le plat est traditionnellement accompagné de foie ou de merguez grillées ou encore d'un œuf frit.